# Bárbara Micheline do Monte Barbosa
Bárbara Micheline do Monte Barbosa, känd som Bárbara, född 4 juli 1988 i Recife, är en brasiliansk fotbollsmålvakt som spelade för Sunnanå SK (2009–2010). 
Hon skrev på ett kontrakt med Sunnanå som gällde fram till och med säsongen 2010.